# 2004 en Israël
Chronologie d'Israël (en)
- 2000
- 2001
- 2002
- 2003
- 2004
- 2005
- 2006
- 2007
- 2008

Cette page concerne les évènements survenus en 2004 en Israël  :

## Évènement
- 30 janvier : Résolution 1525 du Conseil de sécurité des Nations unies
- juillet : Scandale du passeport (Israël-Nouvelle Zélande) (en)
- 29 juillet : Résolution 1553 du Conseil de sécurité des Nations unies
- octobre : Tentative de rétablissement du Sanhédrin (en)

## Sport
- Championnat d'Israël de football 2003-2004
- Championnat d'Israël de football 2004-2005

## Culture
- Participation d'Israël au concours de l'Eurovision (en).

### Sortie de film
- Au bout du monde à gauche
- La Fiancée syrienne
- Medurat Hashevet
- Mon trésor
- Mur
- Prendre femme
- Soif
- Terre promise
- Tu marcheras sur l'eau
- Watermarks